# Mohnyin (kommun)
Mohnyin är en kommun i Myanmar. Den ligger i delstaten Kachin och distriktet Mohnyin i den norra delen av landet. Antalet invånare i kommunen utgjorde 209 292 vid folkräkningen 2014. I kommunen ligger orten Mohnyin.
Mohnyin har ett sub-township benämnt Hopin som hade 10 039 invånare vid folkräkningen 2014.